# Gisela Schertling
Gisela Schertling (* 9. Februar 1922 in Pößneck; † 8. November 1994 in Wildau) war eine deutsche Katechetin und stand der Widerstandsgruppe Weiße Rose nahe, weshalb sie 1943 zu einem Jahr Gefängnis verurteilt wurde.

## Leben
Schertling war Tochter des Verlegers Paul Schertling (1889–1960) und seiner Frau Charlotte (geb. Preßler, * 19. April 1895 in Pößneck) und hatte zwei jüngere Schwestern Renate und Ute. Ihr Vater Paul Schertling war Mitbesitzer des Gerold-Verlags und damit Herausgeber der Pößnecker Zeitung, die zu einer nationalsozialistischen Lokalzeitung wurde. Er war Mitglied diverser nationalsozialistischer Organisationen wie dem Opferring der NSDAP, Fördermitglied der SS und ab 1937 NSDAP-Parteimitglied. Ohne diese Mitgliedschaften hätte er wohl nicht Presseverleger bleiben können. Schertlings schickten all ihre Kinder in die üblichen Jugendverbände und engagierten sich persönlich in der „Volkserziehung“ – Paul Schertling als Direktor der Heimatschule in Jena und Charlotte Schertling als Zellenleiterin in der NS-Frauenschaft. Gleichwohl waren in Schertlings’ Villa in Pößneck oft Künstler und Philosophen zu Gast – beispielsweise unterstützte Paul Schertling den Philosophen Leopold Ziegler von 1923 bis 1945 als Mäzen.

### Zeit des Nationalsozialismus

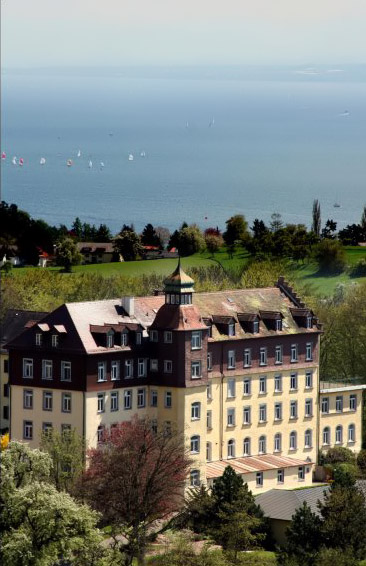
Schloss Spetzgart

Gisela Schertling trat 1934 in den Jungmädelbund ein und ging bis zu ihrem 17. Lebensjahr in Pößneck zur Schule. Von 1938 bis 1940 besuchte sie die Mädchen-Realschule Institut Dr. Weiß in Weimar. Weil sie Schwierigkeiten mit der Schule hatte, insbesondere in Naturwissenschaften, und das Abitur möglicherweise nicht bestehen würde, wechselte sie erneut die Schule und ging an die private Mädchenschule für Hauswirtschaft im Schloss Spetzgart bei Überlingen, einem Standort der Schule Schloss Salem. Dort fühlte sie sich wohl, trat in dieser Zeit dem Bund Deutscher Mädel bei und legte erfolgreich das Abitur ab.
Im Sommer 1941 begann Schertling ihren Reichsarbeitsdienst in Krauchenwies (heute in Baden-Württemberg), wo auch Sophie Scholl tätig war und beide sich anfreundeten. Später erhielt Schertling eine Ausbildung im Kriegshilfsdienst auf Schloss Kapfenburg in Sigmaringen und arbeitete dann als Kindergärtnerin in Reutlingen. Damit sie studieren konnte, wurde sie vorzeitig aus dem Kriegshilfsdienst entlassen.
Danach studierte sie jeweils ein Semester an den Universitäten Jena, wo sie der Arbeitsgemeinschaft Nationalsozialistischer Studentinnen beitrat, und Freiburg. In den Semesterferien 1942 arbeitete sie für einige Wochen in der Munitionsfabrik Maxhütte in Unterwellenborn nahe Pößneck.
Auf Einladung Sophie Scholls hin wechselte Schertling zum Wintersemester 1942/1943 an die Ludwig-Maximilians-Universität München, um Philosophie zu studieren.
Kurz nach ihrer Ankunft in München begann Schertling, in der Wohnung der Geschwister Scholl ein- und auszugehen. Ab Dezember 1942 war sie die letzte Geliebte von Hans Scholl. Schertling schilderte später, er habe ihr versprochen, sie zu heiraten. Für die Darstellung, dass das Paar verlobt gewesen sei, gibt es jedoch keine Belege.
Laut Schertlings Darstellung hatte Hans Scholl sie nicht in die Aktionen der Weißen Rose eingeweiht und hatte dies auch nicht vor, bis sie am 12. Februar 1943 bei einem Besuch selbst auf die Namenslisten und fertige Flugblätter stieß. Hans Scholl habe seine Aktivitäten zuvor nur halbherzig versteckt und ihr nun von der geplanten Verteilaktion an der Universität berichtet.
Am 18. Februar 1943 besuchte Schertling vormittags wie gewöhnlich eine Vorlesung ihres Professors Kurt Huber. Währenddessen verteilten Hans und Sophie Scholl Flugblätter im Lichthof der Universität und wurden denunziert. Schertling war bei Hans Scholls Verhaftung anwesend, der ihr zurief, sie solle Alexander Schmorell informieren, aber sie erreichte die Wohnung nicht vor der Gestapo. Am selben Tag wurde sie ebenfalls verhaftet und erstmals von der Gestapo verhört. Von der Verurteilung und Enthauptung der Scholls am 22. Februar 1943 erfuhr sie am Abend durch die übrigen Scholl-Geschwister. Sie erreichte als einzige ein Abschiedsbrief von Hans Scholl, weil die Gestapo alle übrigen Abschiedsbriefe zurückhielt. Zwei Tage später machte sie auf eigene Initiative, vermutlich auf Anraten des Anwalts ihrer Familie, eine weitere Aussage gegenüber der Gestapo und belastete sich selbst und andere schwer.
Am 29. März 1943 wurde Schertling erneut verhaftet und bis zum 2. April 1943 weiter von der Gestapo verhört.

„Ich muss zugeben, dass unter dem politischen Einfluss von Hans Scholl meine politische Haltung allmählich wankend geworden ist. Es kam zu dem Punkt, dass ich begann, an dem Nationalsozialismus zu zweifeln. Insbesondere begann ich Hans Scholls Ansicht zu teilen, dass der Nationalsozialismus die persönliche Freiheit zu sehr einschränkt. […] Er war letztendlich in der Lage, mich an unserer Führung zweifeln zu lassen.“

Erst am 2. April 1943 beauftragte Paul Schertling den Münchner Strafverteidiger Karl Götz, der sofort Besuchserlaubnis und Akteneinsicht beantragte. Am 5. April wurde  Haftbefehl gegen Schertling ausgestellt und sie in der Justizvollzugsanstalt Neudeck inhaftiert. Tags darauf wurde sie in die Justizvollzugsanstalt München überführt.
Am 19. April 1943 fand vor dem Volksgerichtshof im Justizpalast in München der Prozess gegen Schertling und 13 weitere Angeklagte statt. Das Gericht unter Vorsitz von Roland Freisler verurteilte sie wegen „Mitwisserschaft“ und „Nichtanzeige eines hochverräterischen Unternehmens“ zu einem Jahr Gefängnis. Vier Wochen später wurde sie vom Hochschulstudium an allen deutschen Universitäten ausgeschlossen.
Am 13. Juli 1943 musste Schertling im dritten Prozess gegen die Weiße Rose aussagen und sollte als Belastungszeugin dienen. Jedoch widerrief sie dabei ihre vorherigen Aussagen und bewahrte damit wohl das Leben der Angeklagten Wilhelm Geyer, Harald Dohrn, Manfred Eickemeyer und Josef Söhngen. Söhngen erhielt sechs Monate Gefängnis, die übrigen Angeklagten wurden aus Mangel an Beweisen freigesprochen.

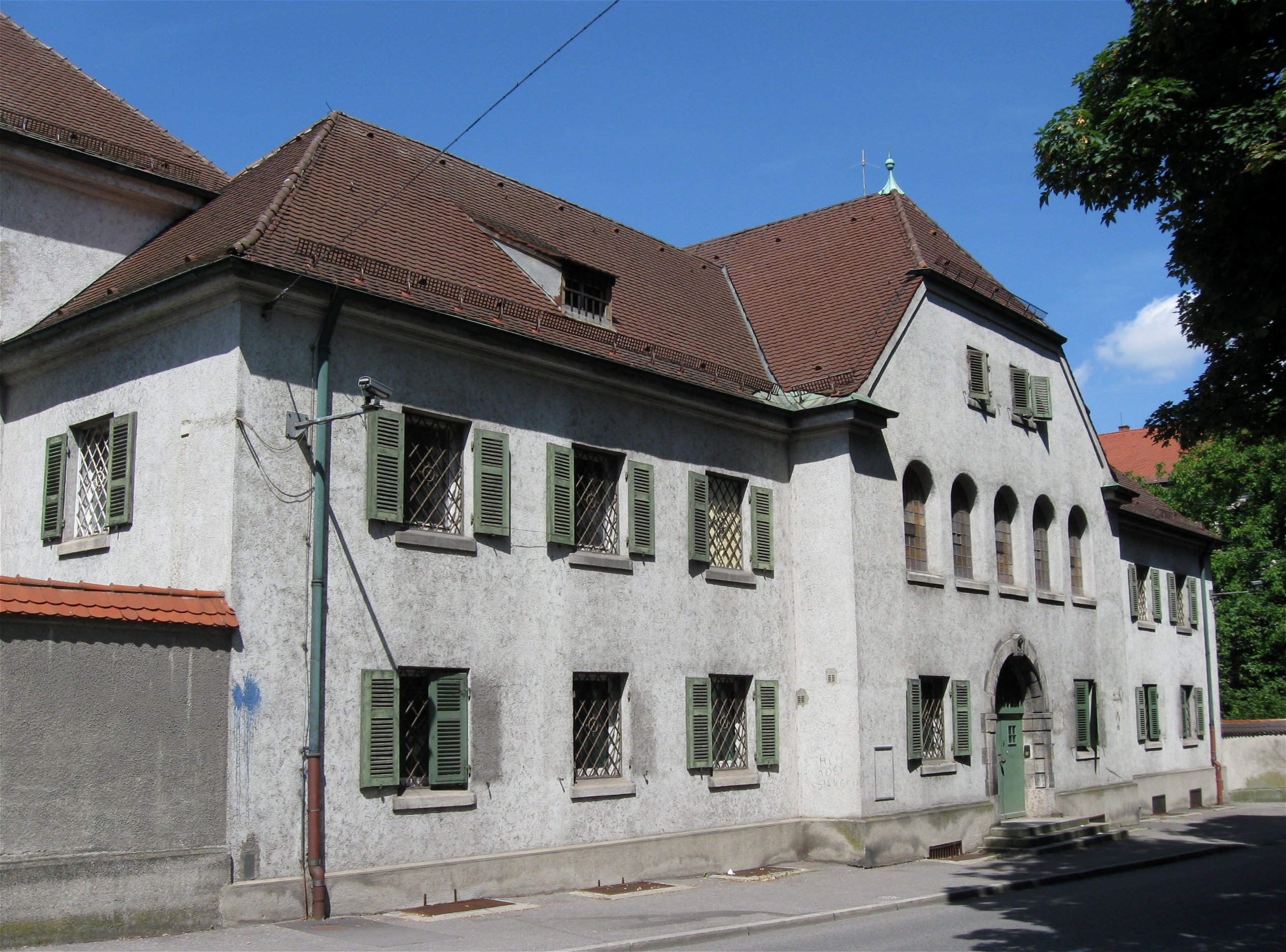
Haftanstalt Landshut (2012)

Nach dem dritten Prozess wurde Schertling am 17. Juni 1943 ins Frauengefängnis Rothenfeld und am 11. November in die Haftanstalt Landshut verlegt. Von dort wurde sie am 29. März 1944 entlassen und kehrte zu ihren Eltern nach Pößneck zurück. Im September 1944 wurde sie als Flakhelferin eingezogen.
Es ist nicht genau bekannt, wie viel Schertling von den Aktivitäten der Weißen Rose wusste. Belegt ist lediglich, dass sie Briefumschläge für Sophie Scholl besorgte und am 9. Februar 1943 bei einer Besprechung des Widerstandskreises anwesend war, bei der es um die Zusammenarbeit mit einer Berliner Widerstandsgruppe ging. Ihr war also mehr bekannt, als sie der Gestapo verriet.
Der Historiker Robert Zoske kritisierte 2018 die Deutung Schertlings als „christlich motivierte Widerstandskämpferin“, weil sie nicht aktiv am Widerstand beteiligt gewesen sei und 1943 in ihrem Lebenslauf ihren Bezug zur Kirche und zum christlichen Glauben heruntergespielt hatte.

### Nach Kriegsende
Mit Wiederbeginn des Studienbetriebs 1945 begann Schertling ein Studium der Pädagogik an der Universität Jena, musste es aber aus gesundheitlichen Gründen aufgeben. Stattdessen machte sie in Eisenach eine Ausbildung zur kirchlichen Religionslehrerin, Katechetin und Organistin.
Im März 1946 wurde Schertling offiziell als Opfer des Faschismus anerkannt, wofür sie monatlich 200 RM aus ihren Anteilen am Gerold-Verlag erhielt. Sie kämpfte ebenfalls dafür, dass auch ihre jüngeren Schwestern und die Kinder ihres Verwandten Rudolf Schertling ihre Eigentumsanteile erhalten sollten. Aber der Verlag, der bereits im Oktober 1945 beschlagnahmt worden war, wurde 1947 enteignet. 1963 wurde Schertling von der DDR offiziell als Verfolgte des Naziregimes eingestuft, bekam aber kaum gesellschaftliche Anerkennung und suchte auch selbst nicht die Öffentlichkeit.

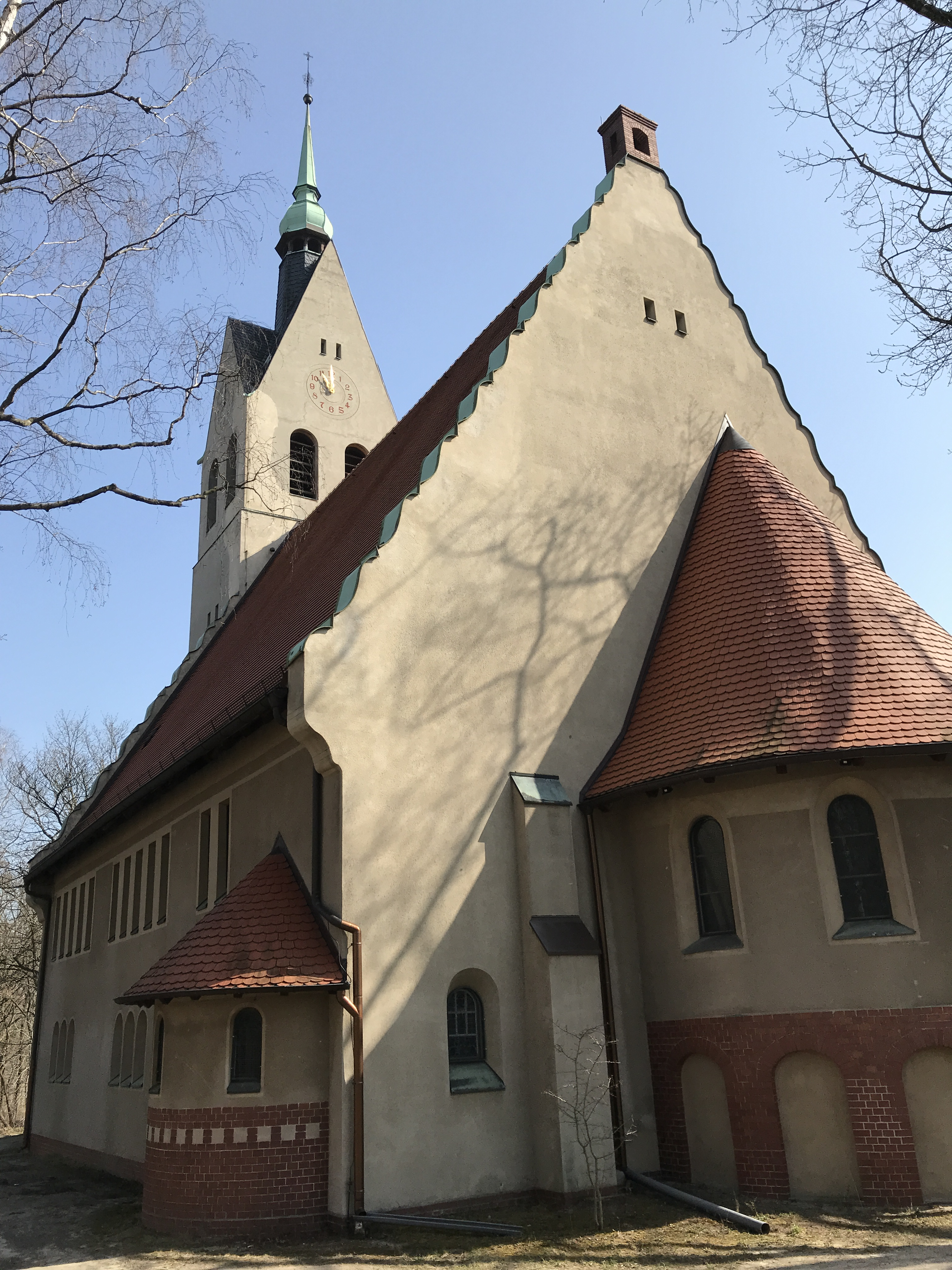
Friedenskirche in Wildau (2018)

Ab 1956 arbeitete sie in der Kirche von Krölpa als Kantor-Katechetin und Organistin. Ab 1973 war sie Organistin und Katechetin der Friedenskirche Wildau. Sie engagierte sich außerdem im Bund der Evangelischen Kirchen in der DDR. Der Wildauer Pfarrer Friedrich-Wilhelm Ritter gibt an, dass sie ihre Liebschaft mit Hans Scholl nur wenigen anvertraut und zu ihm gesagt habe:

„Ich bin nicht die Weiße Rose, sondern bestenfalls ein Dorn oder Beiblatt.“

1994 starb Schertling nach langer Krankheit im Alter von 72 Jahren und wurde auf dem Waldfriedhof in Wildau beerdigt.

## Ehrungen
- 1989 verlieh ihr Erich Honecker die Ehrenmedaille zum 40. Jahrestag der Deutschen Demokratischen Republik.[5]
- 2010 wurde in Wildau eine Straße nach Schertling benannt.
- 2014 wurde das Grab Schertlings von der Stadt Wildau in ein Ehrengrab umgewandelt, bevor die Grabstätte abgelaufen wäre.[8]

## Filme
- Die weiße Rose (1982): Mechthild Reinders als Gisela Schertling
- Sophie Scholl – Die letzten Tage (2005): Lilli Jung in einer Nebenrolle als Gisela Schertling
- Instagram-Projekt IchBinSophieScholl (2021): Ada Philine Stappenbeck als Gisela Schertling